# أولا فيرنر هانسن
أولا فيرنر هانسن (بالدنماركية: Ulla Hansen Werner)‏ هي مجدفة دنماركية، ولدت في 27 نوفمبر 1973 في Maglegård Parish ‏ في الدنمارك.

## وصلات خارجية
- أولا فيرنر هانسن على موقع الاتحاد الدولي للتجديف (الإنجليزية)
- أولا فيرنر هانسن على موقع أوليمبيديا (الإنجليزية)